# Hydroporus hebaueri
Hydroporus hebaueri är en skalbaggsart som beskrevs av Lars Hendrich 1990. Hydroporus hebaueri ingår i släktet Hydroporus och familjen dykare. Inga underarter finns listade i Catalogue of Life.